# Stadio Cesare Vita
Lo stadio Pier Paolo Cesare Vita precedentemente chiamato "Cerreti" è lo stadio di baseball di Firenze intitolato all'ex presidente della Fiorentina Baseball. 
È situato nell'area del Campo di  Marte, vicino agli altri grandi impianti fiorentini come lo stadio Artemio Franchi, il Mandela Forum e lo stadio d'atletica Luigi Ridolfi.

## Storia
Lo stadio di Baseball Cerreti è stato testimone di grandi manifestazioni sportive come i campionati mondiali del 1988, 1998 e 2009 e i campionati europei del 1991 e 1999. Fu proprio in vista dei campionanti mondiali di baseball del 1988 che fu oggetto di importanti trasformazioni riguardanti la costruzione di una tribuna in cemento armato, in parte coperta, della capienza di circa 3.000 posti a sedere in luogo della  precedente, costituita da ponteggi tubolari. Al piano terreno nel sotto tribuna sono stati realizzati gli spogliatoi, i servizi per gli atleti e quelli per il pubblico. In vista dei campionati mondiali di baseball del 1998 furono adeguati alle modificate normative internazionali gli impianti di illuminazione con la sostituzione di una parte delle torri faro. Grazie ad una serie di ulteriori modifiche e integrazioni, il Campo di baseball Cerreti ha ottenuto l’agibilità per 18.000 spettatori, il che ha consentito di organizzarvi anche varie manifestazioni musicali.